# Magdalena Vogel
Magdalena Vogel (* 6. April 1932 in Zürich; † 28. Januar 2009 ebd.) war eine Schweizer Schriftstellerin. Nach der Matura besuchte sie das Lehrerseminar – sie arbeitete jedoch nur kurz als Primarlehrerin – und eine Handelsschule. Sie war dreizehn Jahre Redaktionsassistentin beim Verein «Jugend und Wirtschaft», dann arbeitete sie auf dem städtischen Fürsorgeamt. Ihre Werke erschienen ab 1979 im Zürcher Pendo Verlag. Bis zu ihrem Tod lebte Magdalena Vogel in Zürich.

## Auszeichnungen
- 1992: Schillerpreis der Zürcher Kantonalbank

## Werke
- Englische Prospekte. Eine junge Schweizerin begegnet Old Merry England. Tschudy, St. Gallen 1961.
- Linka oder Sommer einer Magd. Erzählung. Tschudy, St. Gallen 1964.
- Kringel und Raster. Gedichte. Artemis, Zürich 1966.
- Entwurf der Oase. Gedichte. Heinzelmann & Kunz, Liestal 1970.
- Zwischen Milchstraße und Sackgassen. 48 Gedichte. Pendo, Zürich 1979, ISBN 3-85842-034-4.
- Zeichenlese. Gedichte. Hecht, Zürich 1981, ISBN 3-85724-007-5.
- Das Erwachen im Traum. Kurze Geschichten und Phantasien. Pendo, Zürich 1982, ISBN 3-85842-062-X.
- Die Verwerfung der Jahreszeiten. Lyrik – Erzählgedichte – Prosa. Pendo, Zürich 1985, ISBN 3-85842-102-2.
- Im Wechsel des Lichts. Gedichte. Pendo, Zürich 1988, ISBN 3-85842-153-7.
- Das Befinden des Lebens. Lyrik – Erzählgedichte – Prosa. Pendo, Zürich 1992, ISBN 3-85842-200-2.
- Im Bann der Fluchtlinien. Lyrik – Erzählgedichte – Prosa. Pendo, Zürich 1996, ISBN 3-85842-300-9.